# Krämmemåla göl
Krämmemåla göl är en sjö i Tingsryds kommun i Småland och ingår i Nättrabyåns huvudavrinningsområde.